# Robert Kriegs
Robert Kriegs (* 12. Oktober 1984 in Berlin) ist ein ehemaliger deutscher Radrennfahrer. Er war Mitglied des Nationalkaders des Bundes Deutscher Radfahrer (BDR) und beendete seine Radsport-Karriere am 25. Januar 2008.

## Wichtigste Erfolge
Robert Kriegs war von 1999 bis Januar 2008 Mitglied der Deutschen Radsport-Nationalmannschaft und sammelte bei nationalen Meisterschaften insgesamt drei Deutsche Meistertitel, einen in der Einzelverfolgung auf der Bahn in der Altersklasse U19 (Junioren) im August 2001 in Augsburg, zwei im Männerbereich in der Mannschaftsverfolgung im August 2007 im Velodrom an der Landsberger Allee in Berlin und im August 2006 in Cottbus. Hinzu kommen vier Silber- und drei Bronzemedaillen. 
Außerdem gewann er im Nationaltrikot des Bundes Deutscher Radfahrer im Juniorenbereich die Silbermedaille in der Mannschaftsverfolgung bei den Europameisterschaften 2002 in Kaarst/Büttgen und wurde in dieser Disziplin im August 2002 Vierter der Juniorenweltmeisterschaften in Melbourne/Australien. 
Seine Rundfahrtbilanz zeigt zwei Etappensiege auf. Zum einen die zweite Etappe der Mainfranken-Tour in Volkach im Juni 2005 sowie eine Etappe bei der Ungarnrundfahrt im August desselben Jahres. Im Jahr darauf wurde er Vierter der Gesamtwertung bei der Mainfranken-Tour und eroberte am letzten Tag das Trikot des besten Sprinters, ähnlich wie bei der Tour de la Guadeloupe im Jahr 2004, wo er ebenfalls das Sprinttrikot gewann. 
Bei Landesverbandsmeisterschaften errang er 18-mal den Titel des Berliner Meisters, 13-mal den des Vizemeisters und wurde fünfmal Dritter.